# Söder, Malmö
Söder var ett stadsområde i Malmö kommun. Söder bildades 1 juli 2013 ur de tidigare stadsdelsförvaltningarna Fosie och Oxie. Stadsområdet lades ned, tillsammans med resten av stadsområdesorganisationen, 1 maj 2017.